# Rhapsody Rabbit
Rhapsody Rabbit (en español: La Rapsodia del Conejo) es un cortometraje de la serie Merrie Melodies protagonizado por Bugs Bunny, siendo además, el primer programa emitido por la cadena estadounidense Cartoon Network.

## Argumento central
Bugs Bunny intenta tocar un concierto de piano, usando la Rapsodia húngara n.º 2 de Franz Liszt, cuando un ratón (que estaba dentro del piano) comienza a interrumpirlo.

## Controversia
En el mismo año en que Warner Bros. lanzó Rhapsody Rabbit, MGM produjo The Cat Concerto, un cortometraje de la serie Tom y Jerry. Tanto MGM como Warner Bros. se acusaron de plagio durante la ceremonia de los premios de la academia de 1947, particularmente para el caso de la categoría Óscar al mejor cortometraje animado, cuando MGM resultó como ganador. La empresa Technicolor fue acusada de enviar impresiones del trabajo desde un estudio a otro (vía engaño o malicia).